# This I Promise You
This I Promise You är en ballad av det forna pojkbandet 'NSYNC från albumet No Strings Attached som släpptes den 12 september 2000. Låten är både skriven och producerad av Richard Marx och har genren pop, R&B och soul.